# Saint-Raphaël Var Handball
Maillots
Actualités
Dernière mise à jour : 10 juillet 2025.

Le Saint-Raphaël Var handball, ou SRVHB, est un club français de handball situé à Saint-Raphaël dans le Var et fondé en 1963. L'équipe première évolue en Division 1 depuis la saison 2007-2008 et est entraînée depuis 2022 par Benjamin Braux.
Si le club n'a pas remporté de titre en dehors du Championnat de France de D2 en 2007, il cumule les places d'honneur avec notamment un titre de vice-champion de France en 2016, trois finales de Coupe de la Ligue, deux finales de Trophée des champions et une finale en Coupe d'Europe de l'EHF (C3) en 2018.

## Histoire
En 1959, les dirigeants de l'Étoile sportive fréjussienne et du Stade raphaélois fusionnent pour créer l'Association Sportive Fréjus Saint-Raphaël (ASFSR), club où la section handball voit le jour en 1963, à l'initiative de René Cenni. Marcel Tafani est alors nommé président de cette section. En 1971, la section handball crée une équipe féminine et trouve un toit dans une salle de sport inaugurée le 7 novembre 1972 lors d'une rencontre face à Draguignan : la salle omnisports de l'Estérel. En 1974, la ville de Fréjus créée l'Association multi sports et loisirs de Fréjus (AMSLF), un club omnisports. La section de handball, fraîchement promue en Nationale 3, est déstabilisée par la perte de nombreux éléments et redescend en championnat régional l'année suivante.
En 1981, la section s'émancipe de l'AMSLF et crée l'Association sportive Saint-Raphaël (ASSR). Au fil du temps, le club va se développer et évoluer. La même année, il accède à la Nationale 3 (D4), à la Nationale 2 (D3) en 1992 et à la Nationale 1 (D2) en 1994 et est maintenu au terme de la saison malgré le fait que la division passe de 36 à 14 clubs seulement.
En 1995, le club change encore de nom pour s'appeler le Saint-Raphaël Var Handball. Il passe deux autres saisons en D2 avant d'être relégué en 1997. En 2003, les nouvelles ambitions du club sont illustrées par le recrutement du champion du monde Christian Gaudin. Le club accède enfin à l'élite au terme de la saison 2003-2004, mais est relégué la saison suivante en D2. Le Palais des sports Jean-François-Krakowski est inauguré en 2005 lors d'un match de gala face à Chambéry. En 2005, Christian Gaudin troque définitivement le maillot de joueur pour celui d'entraineur et sous sa houlette, le club est Champion de France de D2 en 2007 et retrouve ainsi l'élite, qu'il n'a plus quitté depuis.
Le club réalise une bonne saison 2007-2008 en terminant à la 6e place puis grimpe peu à peu les échelons au point d'atteindre la 4e place en 2010 et 2011 et enfin la 3e place en 2012. Le club atteint également par trois fois la finale de la Coupe de la Ligue (2010, 2012 et 2014), s'inclinant par trois fois face au Montpellier AHB. Le 18 mars 2014, le président du club annonce, avec un an d'avance, la fin du contrat de Christian Gaudin.
Il est alors remplacé par Joël da Silva, en provenance de Toulouse, qui permet au club de franchir un nouveau palier en retrouvant la 3e place en 2015 puis en devenant vice-champion de France en 2016. Sous ces ordres, le club atteint également la finale en Coupe d'Europe de l'EHF (C3) en 2018.
En fin de contrat en juin 2019, Joël da Silva est remplacé par son adjoint Rareș Fortuneanu au poste d’entraîneur. L'ancien international roumain, passé par Saint-Raphaël en tant que joueur, occupait depuis 4 saisons le poste d'entraîneur adjoint. Son adjoint, Wissem Hmam a lui aussi connu le SRVHB en tant que joueur, mais le duo ne parvient pas à faire ressortir le club du ventre mou.
En octobre 2020, Jean-François Krakowski décide de tirer sa révérence après 33 ans à la tête du club et est remplacé par Emmanuel Murzereau,.
En 2022, le club opère un nouveau cycle avec l'arrivée de Benjamin Braux comme entraîneur (en provenance de Nancy) et de gros changements au niveau de l'effectif avec 8 départs de joueurs dont les historiques Xavier Barachet, Alexandre Demaille, Mihai Popescu, Daniel Sarmiento et Alexandru Șimicu. En parallèle, en juin, Pascal Bacchi succède à Emmanuel Murzereau à la présidence du club, ce changement étant accompagné par le retour au club de Christian Gaudin chargé du recrutement.
En 2023 et 2024, le le club termine respectivement huitième et neuvième. À l'issue de la saison 2024-2025, le club termine à la cinquième place et se qualifie pour les barrages de Ligue européenne (C3), six ans après leur dernière participation à une coupe d'Europe. La même saison, l'équipe réserve remporte le championnat de France de Nationale 2.

## Palmarès
| Compétitions nationales | Compétitions internationales                                    |
| - Championnat de France (0) - Vice-champion (1) : 2016. - Troisième : 2012, 2015 - Coupe de France (0) - Demi-finaliste : 1996 et 2003. - Coupe de la Ligue (0) - Finaliste : 2010, 2012 et 2014. - Trophée des champions (0) - Finaliste : 2015, 2018 - Championnat de France de D2 (1) - Champion : 2007. | - Coupe de l'EHF (C3) (0) - Finaliste : 2018 - Quatrième : 2017 |
| - Championnat de France (0) - Vice-champion (1) : 2016. - Troisième : 2012, 2015 - Coupe de France (0) - Demi-finaliste : 1996 et 2003. - Coupe de la Ligue (0) - Finaliste : 2010, 2012 et 2014. - Trophée des champions (0) - Finaliste : 2015, 2018 - Championnat de France de D2 (1) - Champion : 2007. | Autres compétitions                                             |
| - Championnat de France (0) - Vice-champion (1) : 2016. - Troisième : 2012, 2015 - Coupe de France (0) - Demi-finaliste : 1996 et 2003. - Coupe de la Ligue (0) - Finaliste : 2010, 2012 et 2014. - Trophée des champions (0) - Finaliste : 2015, 2018 - Championnat de France de D2 (1) - Champion : 2007. | - Championnat de France de N2 (1) - Champion (1) : 2025 rés.    |

### Bilan saison par saison
| Saison    | Div.     | Clas.     | Coupe de France    | Coupe de la Ligue  | Trophée des champions | Coupes d'Europe |
| --------- | -------- | --------- | ------------------ | ------------------ | --------------------- | --------------- |
| 1993-1994 | Nat. 1   | Finaliste | N.Q.               | Pas de compétition | Pas de compétition    | N.Q.            |
| 1994-1995 | Div. 2   | 8e        | 2e tour            | Pas de compétition | Pas de compétition    | N.Q.            |
| 1995-1996 | Div. 2   | 7e        | 1/2 finale         | Pas de compétition | Pas de compétition    | N.Q.            |
| 1996-1997 | Div. 2   | 12e       | ?                  | Pas de compétition | Pas de compétition    | N.Q.            |
| 1997-1998 | Nat. 1   | ?e        | 1/8 de finale      | Pas de compétition | Pas de compétition    | N.Q.            |
| 1998-1999 | Nat. 1 ? | ?         | ?                  | Pas de compétition | Pas de compétition    | N.Q.            |
| 1999-2000 | Nat. 1 ? | ?         | ?                  | Pas de compétition | Pas de compétition    | N.Q.            |
| 2000-2001 | Nat. 1 ? | ?         | ?                  | Pas de compétition | Pas de compétition    | N.Q.            |
| 2001-2002 | Nat. 1   | 2e        | 1/64 finale        | N.Q.               | Pas de compétition    | N.Q.            |
| 2002-2003 | Div. 2   | 10e       | 1/2 finale         | N.Q.               | Pas de compétition    | N.Q.            |
| 2003-2004 | Div. 2   | 2e        | Pas de compétition | N.Q.               | Pas de compétition    | N.Q.            |
| 2004-2005 | Div. 1   | 14e       | ?                  | N.Q.               | Pas de compétition    | N.Q.            |
| 2005-2006 | Div. 2   | 4e        | ?                  | N.Q.               | Pas de compétition    | N.Q.            |
| 2006-2007 | Div. 2   | 1er       | 1/32 finale        | N.Q.               | Pas de compétition    | N.Q.            |
| 2007-2008 | Div. 1   | 6e        | 1/4 finale         | 1/8 finale         | Pas de compétition    | N.Q.            |
| 2008-2009 | Div. 1   | 6e        | 1/8 finale         | 1/8 finale         | Pas de compétition    | N.Q.            |
| 2009-2010 | Div. 1   | 4e        | 1/4 finale         | Finale             | Pas de compétition    | N.Q.            |
| 2010-2011 | Div. 1   | 4e        | 1/8 finale         | 1/4 finale         | N.Q.                  | C3 : 1/4 finale |
| 2011-2012 | Div. 1   | 3e        | 1/4 finale         | Finale             | 3e                    | C3 : 1/4 finale |
| 2012-2013 | Div. 1   | 6e        | 1/16 finale        | 1er tour           | N.Q.                  | C3 : 3e tour    |
| 2013-2014 | Div. 1   | 6e        | 1/8 finale         | Finale             | N.Q.                  | N.Q.            |
| 2014-2015 | Div. 1   | 3e        | 1/8 finale         | 1/4 finale         | N.Q.                  | N.Q.            |
| 2015-2016 | Div. 1   | 2e        | 1/4 finale         | 1/4 finale         | Finale                | C3 : 1/4 finale |
| 2016-2017 | Div. 1   | 4e        | 1/4 finale         | 1/2 finale         | 4e                    | C3 : 4e place   |
| 2017-2018 | Div. 1   | 4e        | 1/4 finale         | 1/8 finale         | 4e                    | C3 : Finale     |
| 2018-2019 | Div. 1   | 7e        | 1/8 finale         | 1/2 finale         | Finale                | C3 : 1/4 finale |
| 2019-2020 | Div. 1   | 8e        | 1/8 finale         | 1/8 finale         | N.Q.                  | N.Q.            |
| 2020-2021 | Div. 1   | 8e        | N.Q.               | Pas de compétition | Pas de compétition    | N.Q.            |
| 2021-2022 | Div. 1   | 8e        | 1/4 finale         | 1/8 finale         | N.Q.                  | N.Q.            |
| 2022-2023 | Div. 1   | 7e        | 1/4 finale         | Pas de compétition | N.Q.                  | N.Q.            |
| 2023-2024 | Div. 1   | 9e        | 1/4 finale         | Pas de compétition | N.Q.                  | N.Q.            |
| 2024-2025 | Div. 1   | 5e        | 1/4 finale         | Pas de compétition | N.Q.                  | N.Q.            |
| 2025-2026 | Div. 1   | à venir   | à venir            | Pas de compétition | N.Q.                  | C3 : à venir    |

### Évolution du budget du SRVHB
| Saison    | Budget      | Évolution       |
| --------- | ----------- | --------------- |
| 2011/2012 | 2 440 000 € | en augmentation |
| 2012/2013 | 2 875 600 € | en augmentation |
| 2013/2014 | 3 500 000 € | en augmentation |
| 2014/2015 | 3 590 000 € | en augmentation |
| 2015/2016 | 3 720 000 € | en augmentation |
| 2016/2017 | 4 000 000 € | en augmentation |
| 2017/2018 | 4 180 000 € | en augmentation |
| 2018/2019 | 4 200 000 € | en augmentation |
| 2019/2020 | 4 280 000 € | en augmentation |
| 2020/2021 | 3 890 000 € | en diminution   |
| 2021/2022 | 4 040 000 € | en augmentation |
| 2022/2023 | 3 930 000 € | en diminution   |

## Effectif actuel

### Effectif 2024-2025
Transferts saison 2023-2024
| Arrivées - Micke Brasseleur, arrière droit, HC Dobrogea Sud Constanța, ? ans - Rangel da Rosa (en), gardien de but, en provenance du BM Granollers, ? ans - Christian Gaudin, directeur sportif, ? ans | Départs - Vincent Gérard (GB, THW Kiel, 1 an) - Benjamin Hallgren (ARD, Haslum HK, 1,5 an) |

## Joueurs liés au club

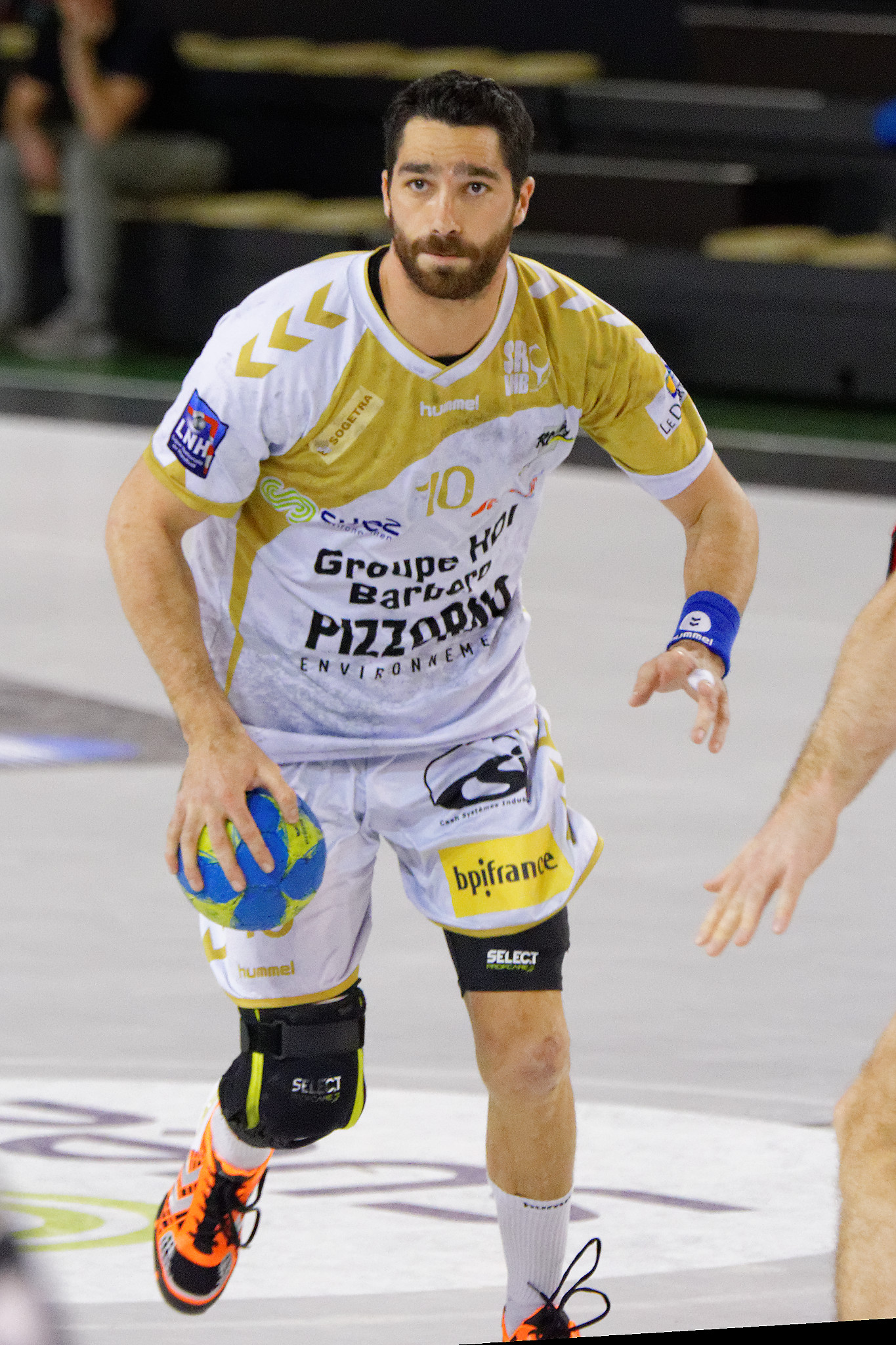
Aurélien Abily en 2016.

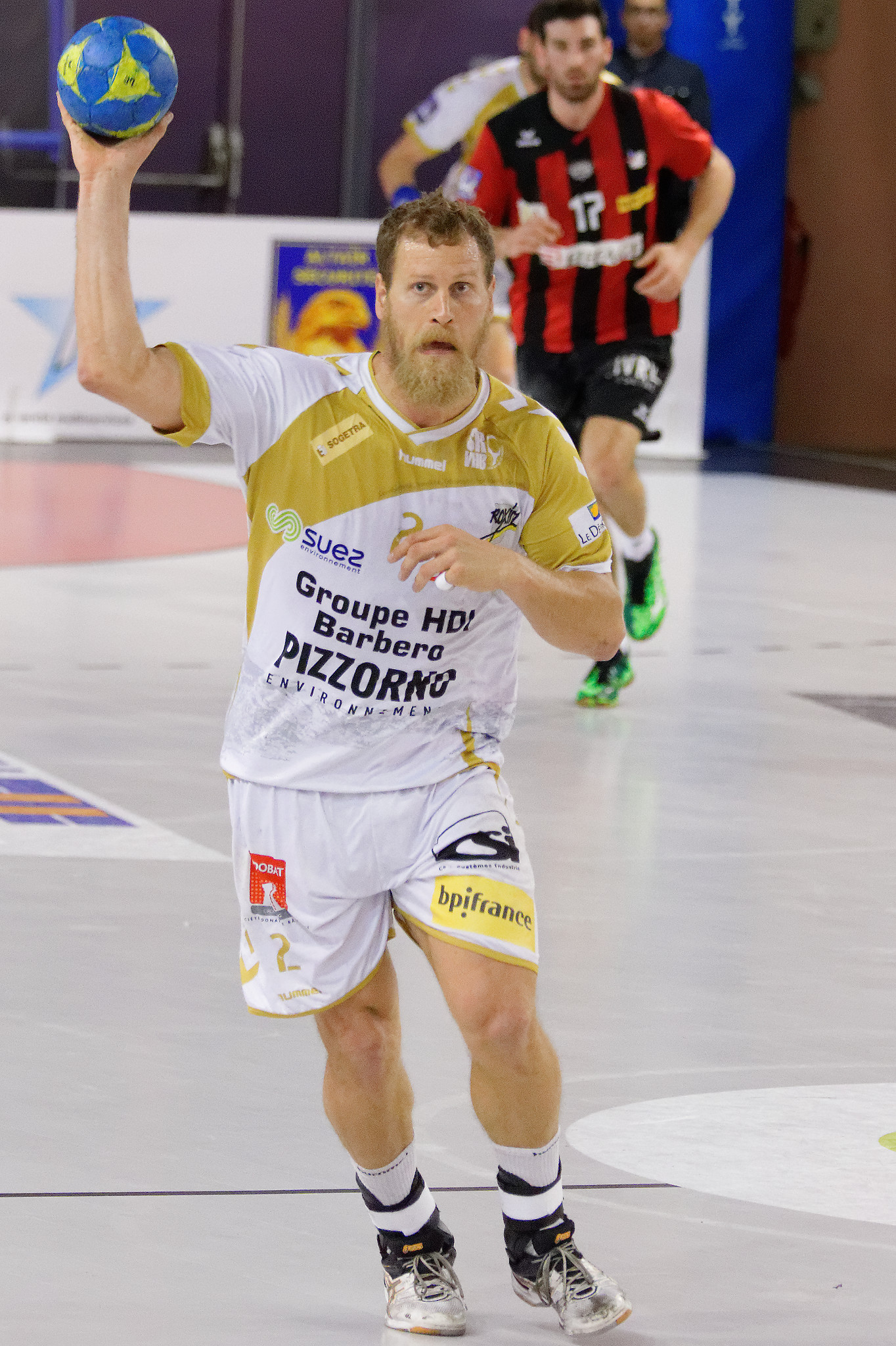
Geoffroy Krantz en 2016.

Deux anciens joueurs du club figurent au « mur des légendes » :
- Aurélien Abily, arrière gauche, au club de 2009 à 2018, 699 buts en 205 matchs avec le SRVHB.
- Geoffroy Krantz, demi-centre, au club de 2011 à 2018, 297 buts en 152 matchs joués avec le SRVHB.

Parmi les autres joueurs évoluant (indiqués en gras) ou ayant évolué au club, on trouve :
- Arnór Atlason : de 2013 à 2016
- Xavier Barachet : de 2013 à 2014 et de 2017 à 2022
- Johan Boisedu (de) : de 2007 à 2010
- Raphaël Caucheteux : de 2007 à 2025
- Alexandre Demaille : de 2011 à 2015 et de 2017 à 2022
- Adrien Dipanda : depuis 2012 à 2024
- Slaviša Đukanović : de 2007 à 2017
- Dan Rares Fortuneanu : de 2004 à 2013
- Christian Gaudin : de 2003 à 2006
- Wissem Hmam : de 2014 à 2018
- David Juříček : de 2011 à 2013
- Miroslav Jurka : de 2013 à 2019
- Nicolas Krakowski : de 2007 à 2021
- Alexander Lynggaard (en) : de 2013 à 2020
- Heykel Megannem : de 2009-mars 2013
- Nicolas Moretti : de 2007 à 2013
- Morten Olsen : de 2013 à 2015
- Yohann Ploquin : de 2009 à 2013
- Mihai Popescu : de 2016 à 2022
- Daniel Sarmiento : de 2016 à 2022
- Alexandru Șimicu : de 2015 à 2022
- Jan Stehlík : de 2009 à 2017
- Arthur Vigneron : depuis 2012

### Distinctions individuelles
| Saison    | Lauréats           | Postes                        |
| --------- | ------------------ | ----------------------------- |
| 2014-2015 | Adrien Dipanda     | Meilleur arrière droit        |
| 2015-2016 | Joël da Silva      | Meilleur entraîneur           |
| 2017-2018 | Raphaël Caucheteux | Meilleur buteur avec 167 buts |
| 2018-2019 | Raphaël Caucheteux | Meilleur buteur avec 179 buts |
| 2019-2020 | Raphaël Caucheteux | Meilleur buteur avec 145 buts |

### Meilleurs buteurs de l'histoire du SRVHB en championnat
En gras les joueurs jouant encore au SRVHB
| Rang | Joueurs              | Nbr. de matchs | Nbr. de buts | Nat. | Passé en France par                                                                    |
| ---- | -------------------- | -------------- | ------------ | ---- | -------------------------------------------------------------------------------------- |
| 1    | Raphaël Caucheteux   | 628            | 3149         |      | Montpellier HB (25 matchs - 30 buts)                                                   |
| 2    | Adrien Dipanda       | 356            | 842          |      | Montpellier HB (59 matchs - 73 buts)                                                   |
| 3    | Aurélien Abily       | 205            | 699          |      | Angers Noyant et Aurillac HB CA (24 matchs - 121 buts)                                 |
| 4    | Jan Stehlik          | 169            | 494          |      |                                                                                        |
| 5    | Dan Rares Fortuneanu | 157            | 449          |      |                                                                                        |
| 6    | Heykel Megannem      | 90             | 405          |      | SC Sélestat, USAM Nîmes (47 matchs - 279 buts) et Montpellier HB (26 matchs - 72 buts) |
| 7    | Alexander Lynggaard  | 155            | 382          |      |                                                                                        |
| 8    | Alexandre Tomas      | 148            | 344          |      | Montpellier HB (49 matchs - 69 buts) et Tremblay-en-France (50 matchs - 108 buts)      |
| 9    | Miroslav Jurka       | 126            | 302          |      |                                                                                        |
| 10   | Alexandru Șimicu     | 91             | 291          |      |                                                                                        |
| 11   | Arnaud Chapuis       | 79             | 280          |      |                                                                                        |
| 12   | Daniel Sarmiento     | 77             | 272          |      |                                                                                        |
| 13   | Johan Boisedu        | 70             | 263          |      | Saint-Marcel Vernon Handball (22 matchs - 140 buts) et US Ivry (13 matchs - 25 buts)   |
| 14   | Geoffroy Krantz      | 107            | 261          |      | Montpellier HB (67 matchs - 120 buts)                                                  |
| 15   | Morten Olsen         | 45             | 222          |      |                                                                                        |

- mis à jour le 10 juillet 2025 -

## Autres personnalités liées au club
En gras, les personnalités actuellement au club.

### Entraîneurs
- Željko Anić : entraîneur de ? à 2004
- Rudy Bertsch : entraîneur de 2004[13] à 2005
- Christian Gaudin : entraîneur de 2005 à 2014
  -  Pascal Bourgeais : entraîneur-adjoint de 2007 à 2014
- Joël da Silva : entraîneur de 2014 à 2019
  -  Rareș Fortuneanu : entraîneur-adjoint  de 2014 à 2019
- Rareș Fortuneanu : entraîneur depuis 2019
  -  Wissem Hmam : entraîneur-adjoint  depuis 2019
- Benjamin Braux : entraîneur depuis 2022

### Liste des présidents
- Marcel Tafani : 1963-1965

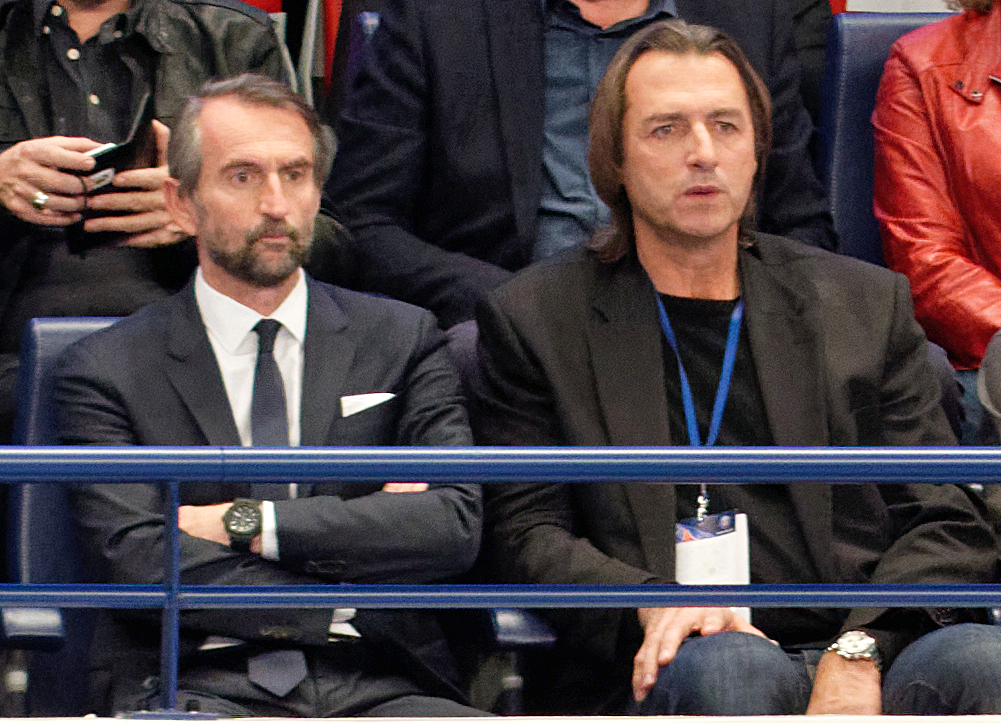
Jean-François Krakowski (à droite de Jean-Claude Blanc (DGD du PSG), ici en 2016, a été le président du club de 1987 à 2022.

- Jacky Soler : 1963 (ou 1965 ?)-1974 puis 1976-1977
- Alain Sanchez : 1974-1976
- Maurice Odin : 1977-1984
- Guy Rivard : 1984-1987
- Jean-François Krakowski : 1987-2020[7]
- Emmanuel Murzereau : de octobre 2020[7] à 2022
- Pascal Bacchi : depuis juin 2022

## Galerie

### Joueurs

Le Saint-Raphaël Var Handbal en mars 2016
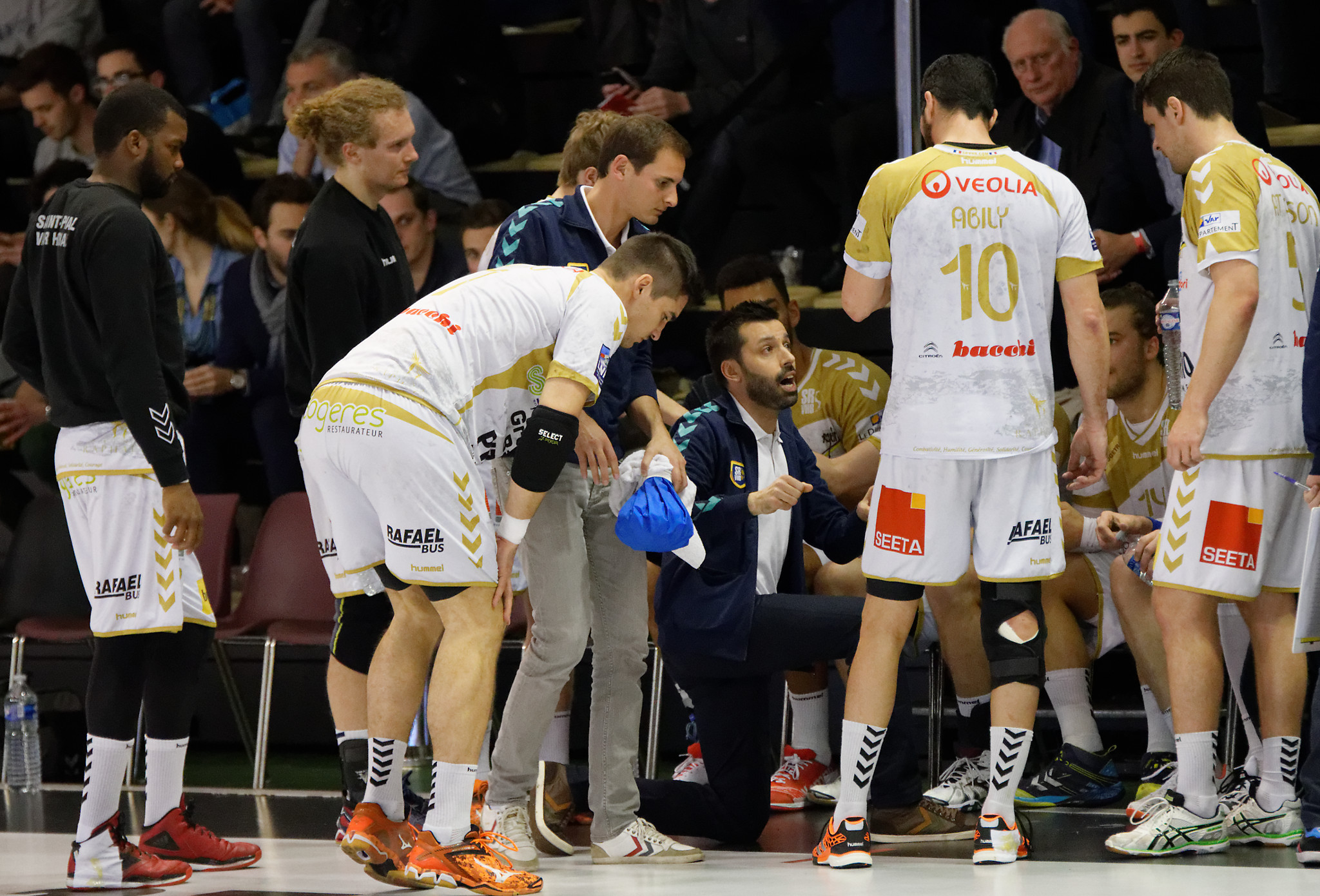
Joël da Silva et ses joueurs lors d'un temps mort.
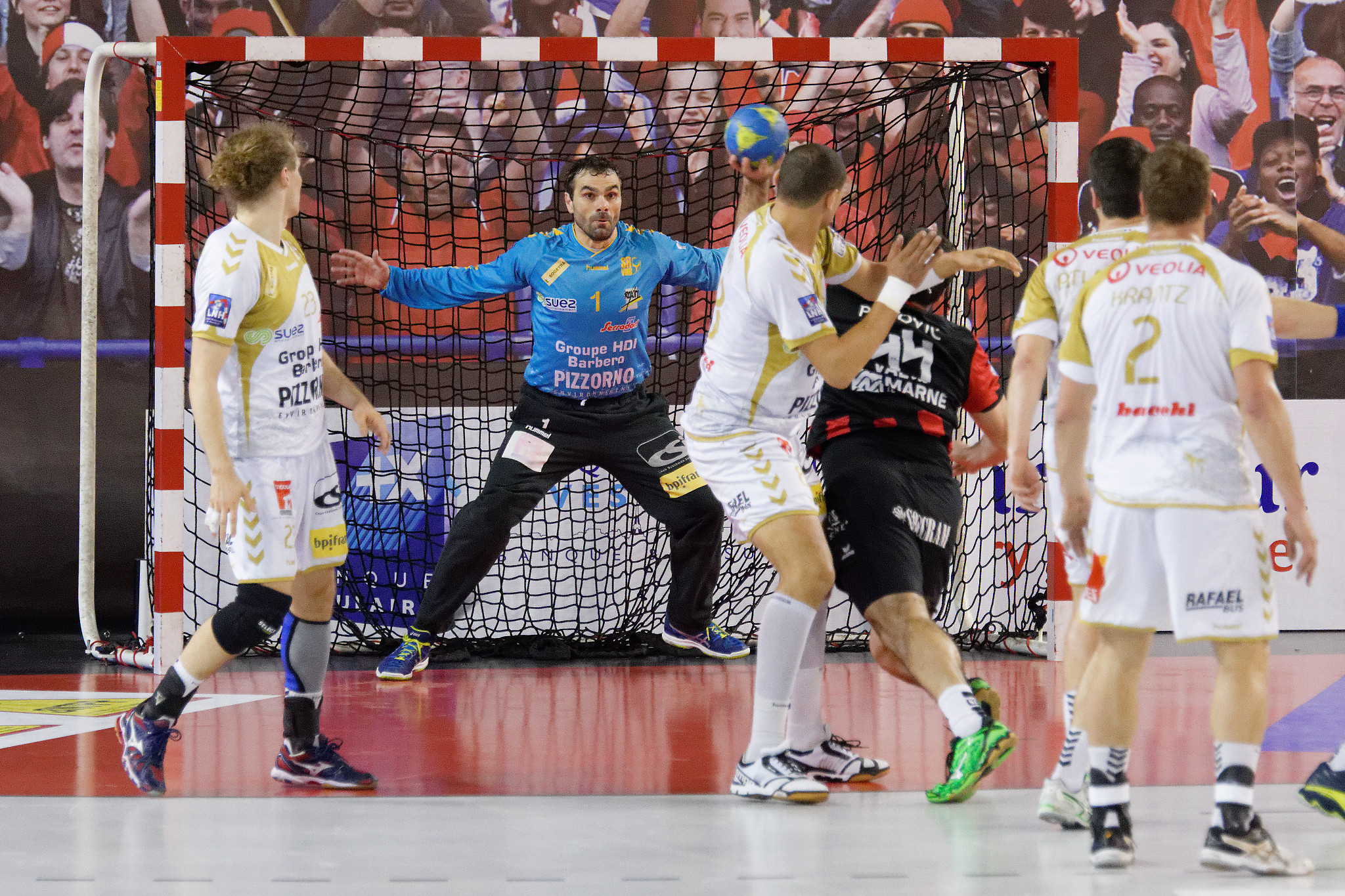
Slaviša Đukanović, dernier rempart de la défense.
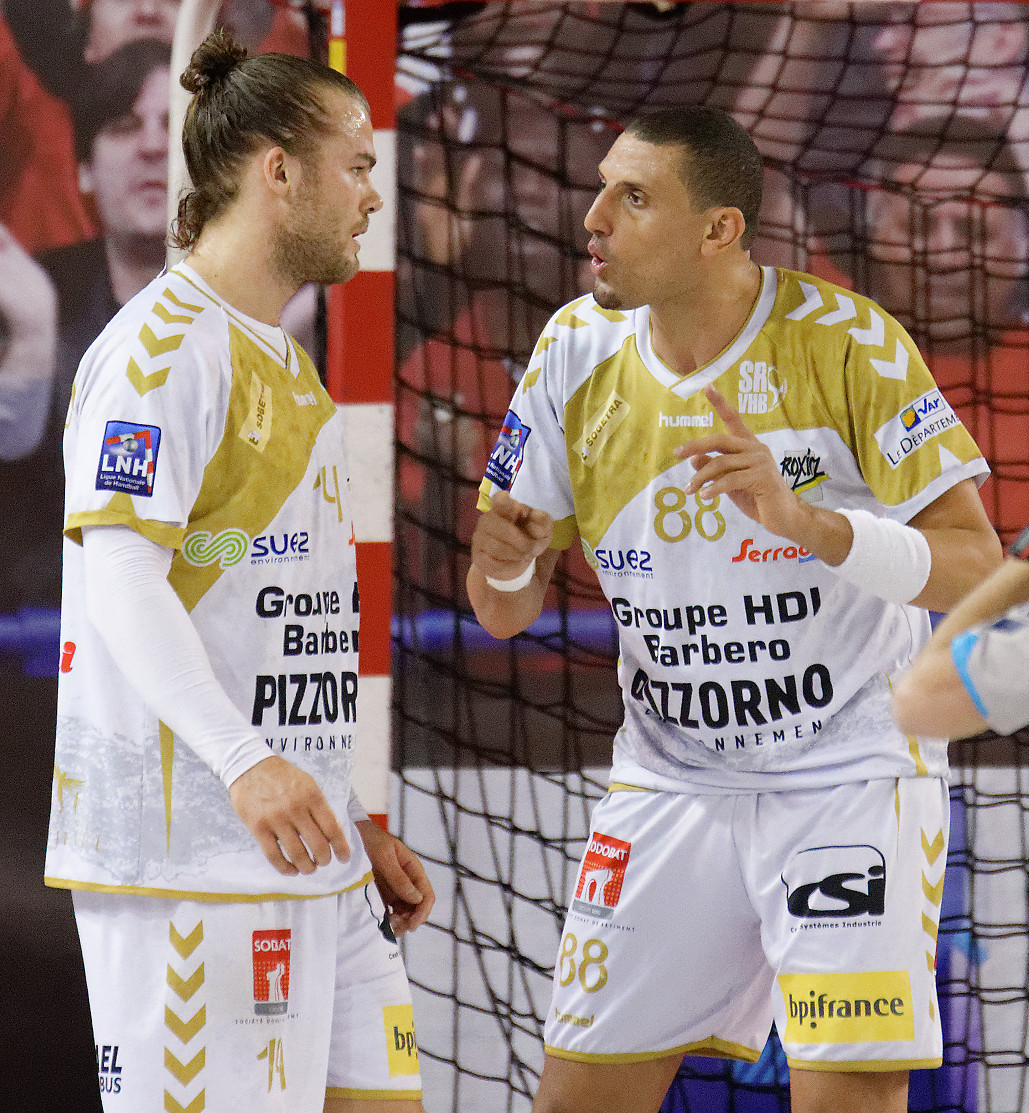
Wissem Hmam et Alexander Lynggaard.
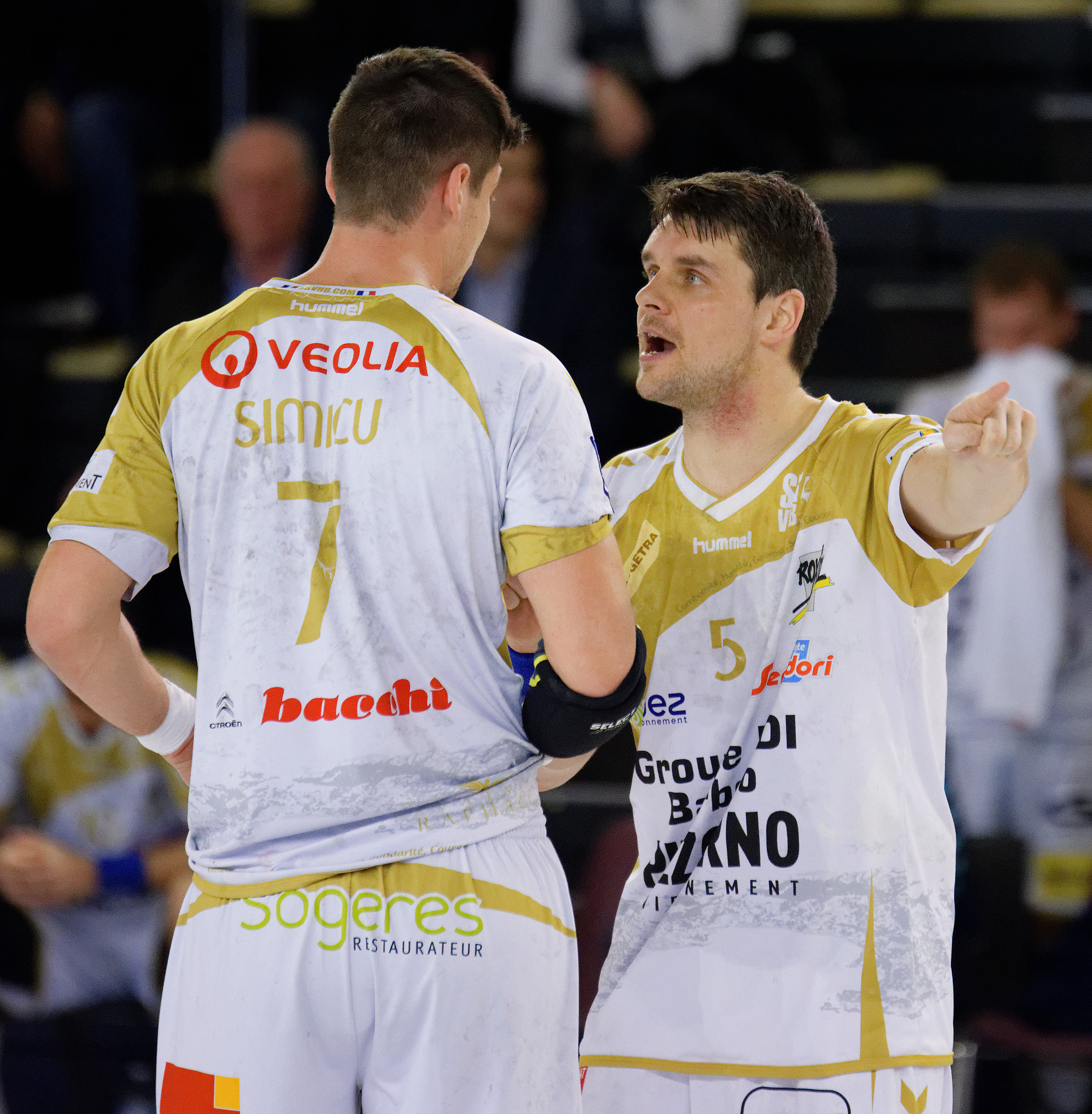
Arnór Atlason et Alexandru Șimicu.

### Historique du logo

Logo de 1995 à 2014
Logo de 2014 à 2020
Logo pour les 60 ans du club